# Golden League (ginnastica artistica)
La Golden League è una competizione italiana di ginnastica artistica femminile, nata nel 2014. È concepita per essere la competizione di massimo livello in Italia per l'artistica femminile.
È strutturata come una competizione internazionale, con una classifica a squadre, una individuale ed una di specialità.
Vi partecipano le prime quattro squadre classificate nel Campionato di Serie A1 precedentemente conclusosi; inoltre, alle squadre sono assegnate altre 12 ginnaste, scelte dall'allenatore della Nazionale italiana, suddivise per sorteggio.

## I edizione
Le qualificate alla prima edizione sono:
- A.S.D.G. Brixia, di Brescia

Atlete: Erika Fasana, Martina Rizzelli, Sofia Busato, Pilar Rubagotti, Vanessa Ferrari, Chiara Imeraj, Noemi Linari.
Allenatori: Marco Campodonico e Laura Rizzoli.
- A.S. Olos Gym 2000, di Roma

Atlete: Giorgia Morera, Ilaria Bombelli, Sara Giulia Pedico, Martina Maggio.
Allenatori: Francesca Cavallo e Chiara Ferrazzi.
- Ginnastica Artistica Lissonese A.S.D., di Lissone

Atlete: Elisa Meneghini, Alessia Praz, Carlotta Ferlito, Sophia Campana.
Allenatori: Claudia Ferrè, Anna Sassone.
- S.G. Forza e Virtù 1892 A.S.D., di Novi Ligure

Atlete: Giulia Gemme, Carlotta Necchi, Emma Novello, Marta Novello, Arianna Rocca, Valentina Massone, Asia Maria Pandolfo.
Allenatori: Eleonora Gabrielli e Roberto Gemme.
Le ginnaste convocate individualmente sono:
Juniores:
- Martina Maggio ( Robur et Virtus)
- Desiree Carofiglio ( Brixia)
- Joana Favaretto ( Gymnasium)
- Michela Redemagni ( Fratellanza Savonese)
- Caterina Vitale ( Jonica Gym Catania)

Seniores:
- Adriana Crisci ( Victoria Torino)
- Nicole Terlenghi ( Estate ’83)
- Alessia Leolini ( Giglio)
- Lara Mori ( Giglio)
- Sofia Bonistalli ( Casellina)
- Jessica Mattoni ( World Sporting Academy)
- Giorgia Campana ( Esercito -  Olos Gym 2000)
- Lavinia Marongiu ( La Fenice 2009)

### Il sorteggio
Il sorteggio delle ginnaste individuali è stato effettuato dal Direttore Tecnico Nazionale Enrico Casella.
Olos Gym 2000Lara Mori, Nicole Terlenghi, Martina Maggio
Forza e Virtù 1892Sofia Bonistalli, Joana Favaretto, Caterina Vitale
GAL LissoneGiorgia Campana, Jessica Hélène Mattoni, Michela Redemagni
BrixiaLavinia Marongiu, Adriana Crisci, Desiree Carofiglio.
Alessia Leolini gareggia come individualista solo su due attrezzi.

### Risultati
| Evento                 | Oro                    | Punteggio | Argento                     | Punteggio | Bronzo              | Punteggio |
| Concorso a squadre     | Brixia                 | 278,000   | GAL Lissone                 | 266,050   | Olos Gym 2000       | 253,650   |
| Concorso individuale   | Vanessa Ferrari Brixia | 58,200    | Elisa Meneghini GAL Lissone | 56,550    | Erika Fasana Brixia | 56,400    |
| Corpo libero           | Erika Fasana           | 14,050    | Lara Mori                   | 13,700    | Sofia Busato        | 13,350    |
| Volteggio (2 salti)    | Arianna Rocca          | 14,000    | Adriana Crisci              | 13,725    | Desiree Carofiglio  | 13,600    |
| Volteggio (1 salto)    | Erika Fasana           | 15,000    | Sofia Busato                | 14,700    | Vanessa Ferrari     | 14,650    |
| Parallele asimmetriche | Giorgia Campana        | 14,050    | Vanessa Ferrari             | 14,000    | Erika Fasana        | 13,650    |
| Trave di equilibrio    | Elisa Meneghini        | 14,700    | Vanessa Ferrari             | 14,650    | Lavinia Marongiu    | 14,450    |

#### Concorso a squadre
| Posizione | Squadra                        | Volteggio | Parallele | Trave  | Corpo Libero | Totale  |
| --------- | ------------------------------ | --------- | --------- | ------ | ------------ | ------- |
| Oro       | Brixia                         | 73.100    | 67.400    | 67.750 | 69.750       | 278.000 |
| Oro       | Vanessa Ferrari                | 14.700    | 14.000    | 14.450 | 15.050       | 278.000 |
| Oro       | Erika Fasana                   | 14.800    | 13.900    | 13.400 | 14.300       | 278.000 |
| Oro       | Sofia Busato                   | 14.550    | 12.350    | 13.300 | 13.800       | 278.000 |
| Oro       | Lavinia Marongiu               | 14.050    | 12.900    | 13.950 | 12.950       | 278.000 |
| Oro       | Adriana Crisci                 | 14.550    | 13.300    | 12.300 | 13.500       | 278.000 |
| Oro       | Martina Rizzelli               | 14.500    | 13.300    | 12.050 | 13.100       | 278.000 |
| Oro       | Chiara Imeraj                  | 12.850    | 12.800    | 12.650 | 12.900       | 278.000 |
| Oro       | Desiree Carofiglio             | 13.550    | 11.750    | 11.450 | 12.550       | 278.000 |
| Oro       | Francesca Noemi Linari         | 12.450    | 11.050    | 11.750 | 12.400       | 278.000 |
| Oro       | Pilar Rubagotti                | -         | -         | -      | -            | 278.000 |
| Argento   | GAL Lissone                    | 69.100    | 63.750    | 69.300 | 63.900       | 266.050 |
| Argento   | Elisa Meneghini                | 14.600    | 13.500    | 14.450 | 14.000       | 266.050 |
| Argento   | Giorgia Campana                | 13.700    | 13.950    | 13.800 | 12.600       | 266.050 |
| Argento   | Michela Redemagni              | 13.450    | 12.550    | 12.750 | 13.000       | 266.050 |
| Argento   | Alessia Praz                   | 13.550    | 12.000    | 13.650 | 12.250       | 266.050 |
| Argento   | Jessica Hélène Mattoni         | 13.800    | 11.800    | 13.300 | 12.050       | 266.050 |
| Argento   | Sophia Campana                 | 13.300    | 11.600    | 11.400 | —            | 266.050 |
| Argento   | Carlotta Ferlito               | —         | -         | 14.100 | —            | 266.050 |
| Bronzo    | Olos Gym 2000                  | 66.600    | 60.200    | 62.600 | 64.250       | 253.650 |
| Bronzo    | Lara Mori                      | 13.400    | 13.800    | 12.550 | 13.950       | 253.650 |
| Bronzo    | Giorgia Morera                 | 13.300    | 13.250    | 13.400 | 12.750       | 253.650 |
| Bronzo    | Nicole Terlenghi               | 14.050    | 11.350    | 12.300 | 13.300       | 253.650 |
| Bronzo    | Martina Maggio                 | 12.700    | 12.050    | 13.550 | 12.700       | 253.650 |
| Bronzo    | Ilaria Bombelli                | -         | 9.750     | 10.800 | 11.550       | 253.650 |
| Bronzo    | Sara Giulia Pedico             | 13.150    | -         | -      | -            | 253.650 |
| 4         | S.G. Forza e Virtù 1892 A.S.D. | 70.200    | 58.450    | 58.400 | 62.800       | 249.850 |
| 4         | Sofia Bonistalli               | 14.600    | 12.750    | 12.050 | 12.800       | 249.850 |
| 4         | Arianna Rocca                  | 14.250    | 10.300    | 13.950 | 13.600       | 249.850 |
| 4         | Joana Favaretto                | 14.050    | 12.450    | 10.600 | 12.050       | 249.850 |
| 4         | Marta Novello                  | 14.100    | 11.300    | 10.550 | 12.300       | 249.850 |
| 4         | Caterina Vitale                | 13.200    | 10.600    | 10.800 | 11.650       | 249.850 |
| 4         | Emma Novello                   | 12.550    | 9.900     | 8.550  | 12.050       | 249.850 |
| 4         | Asia Maria Pandolfo            | 12.900    | -         | 10.550 | 11.700       | 249.850 |
| 4         | Valentina Massone              | 12.850    | -         | 11.000 | -            | 249.850 |
| 4         | Carlotta Necchi                | -         | 11.350    | —      | -            | 249.850 |
| 4         | Giulia Gemme                   | -         | -         | —      | -            | 249.850 |

#### Concorso individuale femminile
| Pos.    | Ginnasta               | Nazione                                             | Attrezzo  | Attrezzo  | Attrezzo | Attrezzo     | Totale |
| Pos.    | Ginnasta               | Nazione                                             | Volteggio | Parallele | Trave    | Corpo libero | Totale |
| ------- | ---------------------- | --------------------------------------------------- | --------- | --------- | -------- | ------------ | ------ |
| Oro     | Vanessa Ferrari        | Esercito → Brixia                                   | 14.700    | 14.000    | 14.450   | 15.050       | 58.200 |
| Argento | Elisa Meneghini        | GAL Lissone                                         | 14.166    | 14.533    | 14.600   | 13.600       | 56.550 |
| Bronzo  | Erika Fasana           | Esercito → Brixia                                   | 14.433    | 13.900    | 14.000   | 14.066       | 56.400 |
| 4       | Giorgia Campana        | Esercito → GAL Lissone                              | 13.700    | 13.950    | 13.800   | 12.600       | 54.050 |
| 5       | Sofia Busato           | Brixia                                              | 14.550    | 12.350    | 13.300   | 13.800       | 54.000 |
| 6       | Lavinia Marongiu       | La Fenice 2009 → Brixia                             | 14.050    | 12.900    | 13.950   | 12.950       | 53.850 |
| 7       | Lara Mori              | Giglio → Olos Gym 2000                              | 13.400    | 13.800    | 12.550   | 13.950       | 53.700 |
| 8       | Adriana Crisci         | Victoria Torino → Brixia                            | 14.550    | 13.300    | 12.300   | 13.500       | 53.650 |
| 9       | Martina Rizzelli       | Brixia                                              | 14.500    | 13.300    | 12.050   | 13.100       | 52.950 |
| 10      | Giorgia Morera         | Olos Gym 2000                                       | 13.300    | 13.250    | 13.400   | 12.750       | 52.700 |
| 11      | Sofia Bonistalli       | Casellina → S.G. Forza e Virtù 1892 A.S.D.          | 14.600    | 12.750    | 12.050   | 12.800       | 52.200 |
| 12      | Arianna Rocca          | S.G. Forza e Virtù 1892 A.S.D.                      | 14.250    | 10.300    | 13.950   | 13.600       | 52.100 |
| 13      | Michela Redemagni      | Fratellanza Savonese → GAL Lissone                  | 13.450    | 12.500    | 12.750   | 13.000       | 51.700 |
| 14      | Alessia Praz           | GAL Lissone                                         | 13.550    | 12.000    | 13.650   | 12.250       | 51.450 |
| 15      | Chiara Imeraj          | Brixia                                              | 12.850    | 12.800    | 12.650   | 12.900       | 51.200 |
| 16      | Nicole Terlenghi       | Estate ’83 → Olos Gym 2000                          | 14.050    | 11.350    | 12.300   | 13.300       | 51.000 |
| 16      | Martina Maggio         | Robur et Virtus → Olos Gym 2000                     | 12.700    | 12.050    | 13.550   | 12.700       | 51.000 |
| 18      | Jessica Mattoni        | World Sporting Academy → GAL Lissone                | 13.800    | 11.800    | 13.300   | 12.050       | 50.950 |
| 19      | Desiree Carofiglio     | FutureGym 2000 → Brixia                             | 13.550    | 11.750    | 11.450   | 12.550       | 49.300 |
| 20      | Joana Favaretto        | Gymnasium → S.G. Forza e Virtù 1892 A.S.D.          | 14.050    | 12.450    | 10.600   | 12.050       | 49.150 |
| 21      | Marta Novello          | S.G. Forza e Virtù 1892 A.S.D.                      | 14.100    | 11.300    | 10.550   | 12.300       | 48.250 |
| 22      | Francesca Noemi Linari | Template:Ginnastica Brxia                           | 12.450    | 11.050    | 11.750   | 12.400       | 47.650 |
| 23      | Caterina Vitale        | Jonica Gym Catania → S.G. Forza e Virtù 1892 A.S.D. | 13.200    | 10.600    | 10.800   | 11.650       | 46.250 |
| 24      | Emma Novello           | S.G. Forza e Virtù 1892 A.S.D.                      | 12.550    | 9.900     | 8.550    | 12.050       | 43.050 |

#### Volteggio 2 salti
| Pos.    | Ginnasta                                        | D. Score | E. Score | Penalità | 1° Parziale | D. Score | E. Score | Penalità | 2° Parziale | Totale |
| ------- | ----------------------------------------------- | -------- | -------- | -------- | ----------- | -------- | -------- | -------- | ----------- | ------ |
| Oro     | S.G. Forza e Virtù 1892 A.S.D. Arianna Rocca    | 5.000    | 8.950    | —        | 13.950      | 5.000    | 9.050    | —        | 14.050      | 14.000 |
| Argento | Victoria Torino → Brixia Adriana Crisci         | 5.300    | 8.850    | 0.100    | 14.050      | 4.600    | 8.800    | 0.000    | 13.400      | 13.725 |
| Bronzo  | FutureGym 2000 → GAL Lissone Desiree Carofiglio | 5.000    | 8.800    | —        | 13.800      | 4.400    | 9.000    | —        | 13.400      | 13.600 |
| 4       | Estate ’83 → Olos Gym 2000 Nicole Terlenghi     | 5.300    | 8.900    | 0,100    | 14.100      | 4.200    | 8.650    | —        | 12.850      | 13.475 |
| Pos.    | Ginnasta                                        | 1° Salto | 1° Salto | 1° Salto | 1° Salto    | 2° Salto | 2° Salto | 2° Salto | 2° Salto    | Totale |

#### Volteggio 1 salto
| Pos.    | Ginnasta                                                   | D Score | E Score | Pen.  | Totale |
| ------- | ---------------------------------------------------------- | ------- | ------- | ----- | ------ |
| Oro     | Esercito → Brixia Erika Fasana                             | 5.800   | 9.200   | —     | 15.000 |
| Argento | Brixia Sofia Busato                                        | 5.300   | 9.400   | —     | 14.700 |
| Bronzo  | Esercito → Brixia Vanessa Ferrari                          | 5.800   | 8.850   | —     | 14.650 |
| 4       | GAL Lissone Elisa Meneghini                                | 5.300   | 8.100   | —     | 13.400 |
| 5       | Brixia Martina Rizzelli                                    | 5.800   | 8.700   | —     | 14.500 |
| 6       | Casellina → Olos Gym 2000 Sofia Bonistalli                 | 5.800   | 8.600   | 0.100 | 14.300 |
| 7       | S.G. Forza e Virtù 1892 A.S.D. Marta Novello               | 5.000   | 9.100   | —     | 14.100 |
| 8       | Gymnasium → S.G. Forza e Virtù 1892 A.S.D. Joana Favaretto | 5.000   | 9.050   | —     | 14.050 |

#### Parallele asimmetriche
| Pos.    | Ginnasta                                | D Score | E Score | Pen. | Totale |
| ------- | --------------------------------------- | ------- | ------- | ---- | ------ |
| Oro     | Esercito → GAL Lissone Giorgia Campana  | 5.500   | 8.550   | —    | 14.050 |
| Argento | Esercito → Brixia Vanessa Ferrari       | 5.800   | 8.200   | —    | 14.000 |
| Bronzo  | Esercito → Brixia Erika Fasana          | 5.400   | 8.250   | —    | 13.650 |
| 4       | Olos Gym 2000 Giorgia Morera            | 5.300   | 8.100   | —    | 13.400 |
| 4       | Victoria Torino → Brixia Adriana Crisci | 5.200   | 8.200   | —    | 13.400 |
| 6       | Brixia Martina Rizzelli                 | 5.500   | 6.400   | —    | 11.900 |
| 7       | GAL Lissone Elisa Meneghini             | 4.300   | 6.350   | —    | 10.650 |
| 8       | Giglio → Olos Gym 2000 Lara Mori        | 5.000   | 5.450   | —    | 10.450 |

#### Trave
| Pos.    | Ginnasta                                       | D Score | E Score | Pen. | Totale |
| ------- | ---------------------------------------------- | ------- | ------- | ---- | ------ |
| Oro     | GAL Lissone Elisa Meneghini                    | 5.900   | 8.800   | —    | 14.700 |
| Argento | Esercito → Brixia Vanessa Ferrari              | 6.100   | 8.550   | —    | 14.650 |
| Bronzo  | La Fenice 2009 → Brixia Lavinia Marongiu       | 5.700   | 8.750   | —    | 14.450 |
| 4       | Esercito → GAL Lissone Carlotta Ferlito        | 5.500   | 8.800   | —    | 14.300 |
| 5       | Esercito → GAL Lissone Giorgia Campana         | 5.700   | 8.450   | —    | 14.150 |
| 6       | Robur et Virtus → Olos Gym 2000 Martina Maggio | 5.500   | 8.250   | —    | 13.750 |
| 7       | S.G. Forza e Virtù 1892 A.S.D. Arianna Rocca   | 5.600   | 7.100   | —    | 12.700 |
| 8       | GAL Lissone Alessia Praz                       | 5.200   | 7.400   | —    | 12.600 |

#### Corpo Libero
| Pos.    | Ginnasta                                     | D Score | E Score | Pen. | Totale |
| ------- | -------------------------------------------- | ------- | ------- | ---- | ------ |
| Oro     | Esercito → Brixia Erika Fasana               | 5.600   | 8.450   | —    | 14.050 |
| Argento | Giglio → Olos Gym 2000 Lara Mori             | 5.500   | 8.200   | —    | 13.700 |
| Bronzo  | Brixia Sofia Busato                          | 5.100   | 8.250   | —    | 13.350 |
| 4       | Estate ’83 → Olos Gym 2000 Nicole Terlenghi  | 5.400   | 7.700   | —    | 13.100 |
| 5       | Victoria Torino → Brixia Adriana Crisci      | 5.200   | 7.750   | —    | 12.950 |
| 6       | GAL Lissone Elisa Meneghini                  | 5.700   | 7.150   | —    | 12.850 |
| 6       | Brixia Martina Rizzelli                      | 5.700   | 7.150   | —    | 12.850 |
| 8       | S.G. Forza e Virtù 1892 A.S.D. Arianna Rocca | 5.300   | 6.550   | 0.1  | 11.750 |

## II edizione
Le qualificate alla seconda edizione sono:
- A.S.D.G. Brixia, di Brescia

Atlete: Erika Fasana, Martina Rizzelli, Sofia Busato, Vanessa Ferrari, Chiara Imeraj, Francesca Noemi Linari, Lavinia Marongiu.
Allenatori: Marco Campodonico e Laura Rizzoli. →
- A.S.D. Ginnica Giglio, di Montevarchi

Atlete: Lara Mori, Alessia Leolini, Silvia Becattini, Ainhoa Carmona, Aurora Biondi, Sofia Caini
Allenatori:  → Stefania Bucci
- Ginnastica Artistica Lissonese A.S.D., di Lissone

Atlete: Elisa Meneghini, Alessia Praz, Carlotta Ferlito, Sophia Campana, Sofia Arosio.
Allenatori: Claudia Ferrè, Anna Sassone. →
- Artistica 81 Trieste A.S.D., di Trieste

Atlete: Federica Macrì, Tea Ugrin, Elisabetta Bobul, Jodie Padovan, Giorgia Campana, Ilaria Colizza
Allenatore:  → Diego Pecar, Carolina Pecar, Teresa Macri
Le ginnaste convocate individualmente sono:
Juniores:
- Giada Grisetti ( Ginnastica Bollate)
- Michela Redemagni ( Fratellanza Savonese)

Seniores:
- Desiree Carofiglio (FutureGym2000)
- Enus Mariani ( Pro Lissone)
- Adriana Crisci ( Gymnasium)
- Joana Favaretto ( Gymnasium)
- Sofia Bonistalli ( Casellina)
- Jessica Mattoni ( World Sporting Academy)
- Caterina Vitale ( Jonica Gym Catania)
- Tzuf Feldon

### Il sorteggio
Il sorteggio delle ginnaste individuali è stato effettuato dal Direttore Tecnico Nazionale Enrico Casella.
Giglio Montevarchi
Adriana Crisci, Michela Redemagni
Artistica 81
Jessica Mattoni, Desiree Carofiglio
GAL Lissone
Enus Mariani, Giada Grisetti
Brixia
Joana Favaretto, Caterina Vitale.
Sofia Bonistalli gareggia come individualista solo alle parallele e Giulia Bencini, gareggia come individualista nel concorso generale individuale.

### Risultati
| Evento                 | Oro                           | Punteggio | Argento                 | Punteggio | Bronzo                   | Punteggio |
| Concorso a squadre     | GAL Lissone                   | 269,600   | Brixia                  | 268,850   | Artistica ’81            | 262,550   |
| Concorso individuale   | Carlotta Ferlito GAL Lissone  | 56,650    | Martina Rizzelli Brixia | 56,200    | Enus Mariani GAL Lissone | 55,600    |
| Corpo libero           | Francesca Noemi Linari        | 13,550    | Federica Macrì          | 13,500    | Adriana Crisci           | 13,150    |
| Volteggio (1 salto)    | Sofia Busato Martina Rizzelli | 15,000    | -                       | -         | Elisa Meneghini          | 14,550    |
| Parallele asimmetriche | Enus Mariani                  | 14,950    | Martina Rizzelli        | 14,800    | Erika Fasana             | 14,150    |
| Trave di equilibrio    | Carlotta Ferlito              | 14,800    | Enus Mariani            | 14,000    | Lara Mori                | 13,900    |

#### Concorso a squadre
| Posizione | Squadra                | Volteggio | Parallele | Trave  | Corpo Libero | Totale  |
| --------- | ---------------------- | --------- | --------- | ------ | ------------ | ------- |
| Oro       | GAL Lissone            | 69.800    | 64.950    | 66.400 | 68.450       | 269.600 |
| Oro       | Carlotta Ferlito       | 14.450    | 12.700    | 15.150 | 14.350       | 269.600 |
| Oro       | Enus Mariani           | 13.950    | 14.050    | 14.000 | 13.600       | 269.600 |
| Oro       | Elisa Meneghini        | 14.350    | 13.700    | 12.950 | 14.450       | 269.600 |
| Oro       | Giada Grisetti         | 13.900    | 12.750    | 11.100 | 13.200       | 269.600 |
| Oro       | Sofia Arosio           | -         | 11.750    | 13.200 | 12.850       | 269.600 |
| Oro       | Sophia Campana         | 13.150    | -         | -      | -            | 269.600 |
| Oro       | Alessia Praz           | -         | -         | -      | -            | 269.600 |
| Argento   | Brixia                 | 71.250    | 67.300    | 61.850 | 68.450       | 268.850 |
| Argento   | Martina Rizzelli       | 14.650    | 14.700    | 12.750 | 14.100       | 268.850 |
| Argento   | Sofia Busato           | 14.900    | 13.650    | 13.500 | 12.650       | 268.850 |
| Argento   | Francesca Noemi Linari | 13.450    | 11.550    | 11.450 | 13.700       | 268.850 |
| Argento   | Caterina Vitale        | 13.850    | 10.000    | 10.900 | 12.600       | 268.850 |
| Argento   | Erika Fasana           | 14.000    | 14.500    | -      | 14.650       | 268.850 |
| Argento   | Lavinia Marongiu       | 13.850    | -         | 13.250 | 13.350       | 268.850 |
| Argento   | Asia D'Amato           | 13.750    | 12.900    | -      | 12.600       | 268.850 |
| Argento   | Joana Favaretto        | 13.850    | 3.450     | -      | -            | 268.850 |
| Bronzo    | Artistica ’81          | 68.350    | 62.500    | 65.850 | 65.850       | 262.550 |
| Bronzo    | Tea Ugrin              | 13.900    | 13.350    | 12.950 | 13.950       | 262.550 |
| Bronzo    | Federica Macrì         | 13.700    | 13.250    | 13.750 | 13.350       | 262.550 |
| Bronzo    | Jessica Mattoni        | 13.700    | 12.300    | 13.750 | 12.200       | 262.550 |
| Bronzo    | Desiree Carofiglio     | 13.750    | 11.900    | 12.900 | 13.050       | 262.550 |
| Bronzo    | Jodie Padovan          | 13.300    | 11.700    | 12.300 | 13.000       | 262.550 |
| Bronzo    | Elisabetta Bobul       | 12.950    | 9.800     | 12.500 | 12.500       | 262.550 |
| Bronzo    | Gloria Danieli         | -         | -         | -      | -            | 262.550 |
| 4         | Giglio                 | 66.350    | 64.450    | 61.450 | 65.400       | 257.650 |
| 4         | Lara Mori              | 13.650    | 13.400    | 14.200 | 14.250       | 257.650 |
| 4         | Adriana Crisci         | 13.200    | 13.050    | 11.600 | 13.200       | 257.650 |
| 4         | Alessia Leolini        | 13.500    | 12.150    | 12.200 | 12.800       | 257.650 |
| 4         | Michela Redemagni      | 13.350    | 13.100    | 11.700 | 12.400       | 257.650 |
| 4         | Silvia Becattini       | 12.550    | 12.750    | 9.800  | 12.750       | 257.650 |
| 4         | Sofia Caini            | 12.500    | 10.500    | 11.750 | 11.850       | 257.650 |
| 4         | Matilde oliva          | 12.650    | -         | -      | 11.200       | 257.650 |

#### Concorso individuale femminile
| Pos.    | Ginnasta               | Nazione                                | Attrezzo  | Attrezzo  | Attrezzo | Attrezzo     | Totale |
| Pos.    | Ginnasta               | Nazione                                | Volteggio | Parallele | Trave    | Corpo libero | Totale |
| ------- | ---------------------- | -------------------------------------- | --------- | --------- | -------- | ------------ | ------ |
| Oro     | Carlotta Ferlito       | Esercito → GAL Lissone                 | 14.450    | 12.700    | 15.150   | 14.350       | 56.650 |
| Argento | Martina Rizzelli       | Brixia                                 | 14.650    | 14.700    | 12.750   | 14.100       | 56.200 |
| Bronzo  | Enus Mariani           | Pro Lissone → GAL Lissone              | 13.950    | 14.050    | 14.000   | 13.600       | 55.600 |
| 4       | Lara Mori              | Giglio                                 | 13.650    | 13.400    | 14.200   | 14.250       | 55.500 |
| 5       | Elisa Meneghini        | GAL Lissone                            | 14.350    | 13.700    | 12.950   | 14.450       | 55.450 |
| 6       | Sofia Busato           | Brixia                                 | 14.900    | 13.650    | 13.500   | 12.650       | 54.700 |
| 7       | Tea Ugrin              | Artistica ’81                          | 13.900    | 13.350    | 12.950   | 13.950       | 54.150 |
| 8       | Federica Macrì         | Artistica ’81                          | 13.700    | 13.250    | 13.750   | 13.350       | 54.050 |
| 9       | Jessica Mattoni        | World Sporting Academy → Artistica ’81 | 13.700    | 12.300    | 13.750   | 12.200       | 51.950 |
| 10      | Desiree Carofiglio     | FutureGym2000 → Artistica ’81          | 13.750    | 11.900    | 12.900   | 13.050       | 51.600 |
| 11      | Adriana Crisci         | Gymnasium → Giglio                     | 13.200    | 13.050    | 11.600   | 13.200       | 51.050 |
| 12      | Giada Grisetti         | Ginnastica Bollate → GAL Lissone       | 13.900    | 12.750    | 11.100   | 13.200       | 50.950 |
| 13      | Alessia Leolini        | Giglio                                 | 13.500    | 12.150    | 12.200   | 12.800       | 50.650 |
| 14      | Michela Redemagni      | Fratellanza Savonese → Giglio          | 13.350    | 13.100    | 11.700   | 12.400       | 50.550 |
| 15      | Jodie Padovan          | Artistica ’81                          | 13.300    | 11.700    | 12.300   | 13.000       | 50.300 |
| 16      | Francesca Noemi Linari | Brixia                                 | 13.450    | 11.550    | 11.450   | 13.700       | 50.150 |
| 17      | Tzuf Feldon            | Israele (bandiera)                     | 12.950    | 11.900    | 12.250   | 12.400       | 49.500 |
| 18      | Giulia Bencini         | Gin Civitavecchia                      | 12.950    | 11.900    | 11.200   | 12.450       | 48.500 |
| 19      | Silvia Becattini       | Giglio                                 | 12.550    | 12.750    | 9.800    | 12.750       | 47.850 |
| 20      | Elisabetta Bobul       | Artistica ’81                          | 12.950    | 9.800     | 12.500   | 12.500       | 47.750 |
| 21      | Caterina Vitale        | Jonica Gym Catania → Brixia            | 13.850    | 10.000    | 10.900   | 12.600       | 47.350 |
| 22      | Sofia Caini            | Giglio                                 | 12.500    | 10.500    | 11.750   | 11.850       | 46.600 |

#### Volteggio (1 salto)
| Pos.   | Ginnasta                                                | D Score | E Score | Pen. | Bonus | Totale |
| ------ | ------------------------------------------------------- | ------- | ------- | ---- | ----- | ------ |
| Oro    | Brixia Sofia Busato                                     | 5.800   | 9.000   | —    | 0.2   | 15.000 |
| Oro    | Brixia Martina Rizzelli                                 | 5.800   | 9.000   | —    | 0.2   | 15.000 |
| Bronzo | GAL Lissone Elisa Meneghini                             | 5.300   | 9.150   | —    | 0.1   | 14.550 |
| 4      | Esercito → GAL Lissone Carlotta Ferlito                 | 5.300   | 9.000   | —    | 0.1   | 14.400 |
| 5      | Ginnastica Bollate → GAL Lissone Giada Grisetti         | 5.000   | 8.850   | —    |       | 14.400 |
| 5      | Artistica ’81 Tea Ugrin                                 | 5.000   | 8.850   | -    |       | 13.850 |
| 7      | Brixia Lavinia Marongiu                                 | 5.000   | 8.800   | —    |       | 13.800 |
| 8      | Gymnasium → Jonica Gym Catania → Brixia Caterina Vitale | 5.000   | 7.450   | 0.1  |       | 12.350 |

#### Parallele asimmetriche
| Pos.    | Ginnasta                               | D Score | E Score | Pen. | Bonus | Totale |
| ------- | -------------------------------------- | ------- | ------- | ---- | ----- | ------ |
| Oro     | Pro Lissone → GAL Lissone Enus Mariani | 5.800   | 8.950   | —    | 0.2   | 14.950 |
| Argento | Brixia Martina Rizzelli                | 6.000   | 8.450   | —    | 0.4   | 14.850 |
| Bronzo  | Esercito → Brixia Erika Fasana         | 5.900   | 8.150   | —    | 0.1   | 14.150 |
| 4       | Giglio Lara Mori                       | 5.500   | 8.200   | —    |       | 13.700 |
| 5       | Brixia Sofia Busato                    | 5.500   | 7.750   | —    | 0.4   | 13.650 |
| 6       | Artistica ’81 Tea Ugrin                | 5.400   | 8.100   | —    |       | 13.500 |
| 7       | GAL Lissone Elisa Meneghini            | 5.400   | 8.050   | —    |       | 13.450 |
| 8       | Artistica ’81 Federica Macrì           | 4.800   | 8.150   | —    |       | 12.950 |

#### Trave
| Pos.    | Ginnasta                                               | D Score | E Score | Pen. | Bonus | Totale |
| ------- | ------------------------------------------------------ | ------- | ------- | ---- | ----- | ------ |
| Oro     | Esercito → GAL Lissone Carlotta Ferlito                | 5.900   | 8.800   | —    | 0.1   | 14.800 |
| Argento | Pro Lissone → GAL Lissone Enus Mariani                 | 5.600   | 8.400   | —    | -     | 14.000 |
| Bronzo  | Giglio Lara Mori                                       | 5.600   | 8.200   | —    | -     | 13.900 |
| 4       | Artistica ’81 Tea Ugrin                                | 5.400   | 8.400   | —    | -     | 13.800 |
| 5       | Brixia Lavinia Marongiu                                | 5.700   | 7.850   | —    | 0.1   | 13.650 |
| 6       | GAL Lissone Elisa Meneghini                            | 5.500   | 7.350   | —    | 0.1   | 12.950 |
| 6       | World Sporting Academy → Artistica ’81 Jessica Mattoni | 5.200   | 7.750   | —    | -     | 12.950 |
| 8       | Brixia Sofia Busato                                    | 5.000   | 7.000   | —    | -     | 12.000 |

#### Corpo Libero
| Pos.    | Ginnasta                                        | D Score | E Score | Pen. | Bonus | Totale |
| ------- | ----------------------------------------------- | ------- | ------- | ---- | ----- | ------ |
| Oro     | Brixia Francesca Noemi Linari                   | 5.600   | 8.450   | —    | -     | 13.550 |
| Argento | Artistica ’81 Federica Macrì                    | 5.500   | 8.200   | —    | 0.2   | 13.500 |
| Bronzo  | Gymnasium → Giglio Adriana Crisci               | 5.100   | 8.250   | —    | 0.2   | 13.150 |
| 4       | Artistica ’81 Jodie Padovan                     | 4.900   | 8.200   | —    | -     | 13.100 |
| 5       | Giglio Alessia Leolini                          | 4.900   | 8.000   | 0.1  | -     | 12.800 |
| 5       | Ginnastica Bollate → GAL Lissone Giada Grisetti | 5.000   | 7.800   | —    | -     | 12.850 |
| 7       | GAL Lissone Sofia Arosio                        | 4.600   | 8.050   | 0.1  | -     | 12.550 |
| 8       | Giglio Silvia Becattini                         | 4.600   | 7.750   | -    | -     | 12.350 |

## Medagliere
| Pos | Nazione                | Ori | Argenti | Bronzi | Tot. |
| --- | ---------------------- | --- | ------- | ------ | ---- |
| 1   | Erika Fasana           | 3   | 1       | 3      | 7    |
| 2   | Carlotta Ferlito       | 3   | 1       | 0      | 4    |
| 3   | Martina Rizzelli       | 2   | 3       | 0      | 5    |
| 4   | Vanessa Ferrari        | 2   | 2       | 1      | 5    |
| 4   | Sofia Busato           | 2   | 2       | 1      | 5    |
| 4   | Elisa Meneghini        | 2   | 2       | 1      | 5    |
| 7   | Enus Mariani           | 2   | 1       | 1      | 4    |
| 8   | Francesca Noemi Linari | 2   | 1       | 0      | 3    |
| 9   | Adriana Crisci         | 1   | 1       | 1      | 3    |
| 9   | Lavinia Marongiu       | 1   | 1       | 1      | 3    |
| 11  | Sophia Campana         | 1   | 1       | 0      | 2    |
| 11  | Alessia Praz           | 1   | 1       | 0      | 2    |
| 11  | Giorgia Campana        | 1   | 1       | 0      | 2    |
| 14  | Desiree Carofiglio     | 1   | 0       | 2      | 3    |
| 15  | Giada Grisetti         | 1   | 0       | 0      | 1    |
| 15  | Sofia Arosio           | 1   | 0       | 0      | 1    |
| 15  | Chiara Imeraj          | 1   | 0       | 0      | 1    |
| 15  | Pilar Rubagotti        | 1   | 0       | 0      | 1    |
| 15  | Arianna Rocca          | 1   | 0       | 0      | 1    |
| 20  | Caterina Vitale        | 0   | 1       | 0      | 1    |
| 21  | Lara Mori              | 0   | 1       | 2      | 3    |
| 22  | Federica Macrì         | 0   | 1       | 1      | 2    |
| 22  | Jessica Mattoni        | 0   | 1       | 1      | 2    |
| 24  | Michela Redemagni      | 0   | 1       | 0      | 1    |
| 24  | Asia D'Amato           | 0   | 1       | 0      | 1    |
| 24  | Joana Favaretto        | 0   | 1       | 0      | 1    |
| 27  | Giorgia Morera         | 0   | 0       | 1      | 1    |
| 27  | Martina Maggio         | 0   | 0       | 1      | 1    |
| 27  | Nicole Terlenghi       | 0   | 0       | 1      | 1    |
| 27  | Ilaria Bombelli        | 0   | 0       | 1      | 1    |
| 27  | Sara Giulia Pedico     | 0   | 0       | 1      | 1    |
| 27  | Tea Ugrin              | 0   | 0       | 1      | 1    |
| 27  | Jodie Padovan          | 0   | 0       | 1      | 1    |
| 27  | Elisabetta Bobul       | 0   | 0       | 1      | 1    |
| 27  | Gloria Danieli         | 0   | 0       | 1      | 1    |